# Kchun-ming
Kchun-ming (čínsky pchin-jinem Kūnmíng, znaky 昆明, vyslovováno kʊnˈmɪŋ) je městská prefektura a hlavní město čínské provincie Jün-nan v jihozápadní Číně, leží na severním okraji jezera Tien-čch’. Kchun-ming je hlavním politickým, ekonomickým a kulturním centrem Jün-nanu a je také sídlem regionální vlády. Kchun-ming se rozkládá na rozloze 21 017 km2, přičemž koncem roku 2002 mělo město necelých 5 milionů obyvatel, v roce 2020 již téměř osm a půl milionu. K tomu ještě náleží cca 1 milion obyvatel přilehlých oblastí, kteří do města dojíždějí za prací.

## Historie

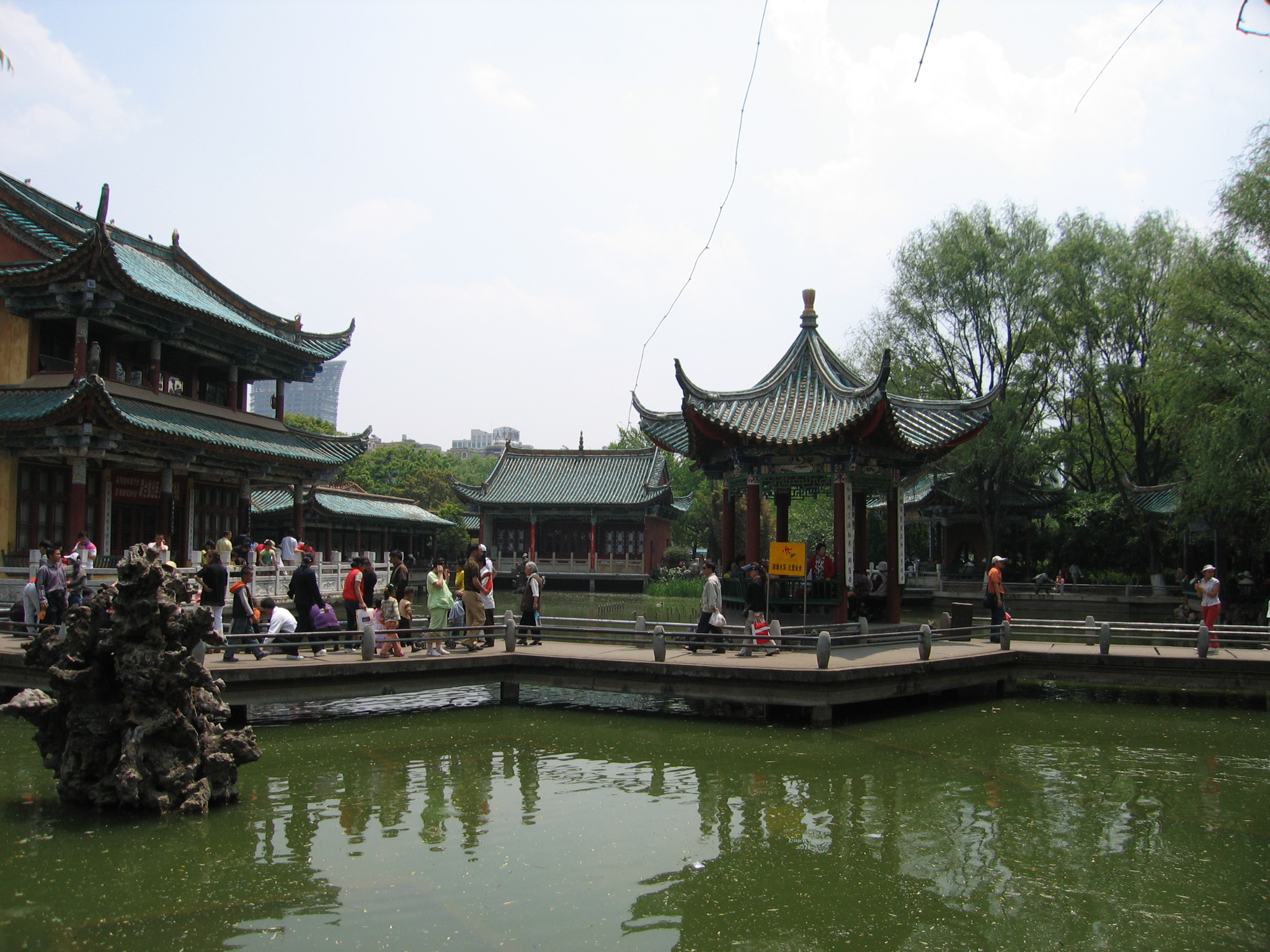
Jeden z městských parků.

279 př. n. l. existovalo nejstarší doložené osídlení. 765 n. l. bylo založeno město Tchuo-tung, které bylo za mongolské nadvlády přejmenováno na Kchun-ming. Ve 13. století navštívil město cestovatel Marco Polo. Ve 14. století bylo město ovládnuto dynastií Ming a bylo obehnáno hradbami. V 19. století se nacházelo v rukách sultána z Ta-li. Za druhé světové války se Kchun-ming stal cílem japonských vzdušných sil a když byla Japonci obsazena cesta do Barmy, používala americká skupina dobrovolníků Létající tygři.

## Podnebí
Město leží na rovině v nadmořské výšce 1890 metrů. Kchun-ming má jedno z nejpříjemnějších podnebí v Číně. Je pro něj charakteristická krátká, suchá a chladná zima, dlouhé a teplé léto, ale ne tak horké jako v čínských nížinách. Místní podnebí představuje ideální klima pro flóru. Kchun-ming je také nazýván „Město věčného jara“, protože je po většinu roku plný rozkvetlých květin.

| Kchun-ming (1971–2000) – podnebí                     | Kchun-ming (1971–2000) – podnebí | Kchun-ming (1971–2000) – podnebí | Kchun-ming (1971–2000) – podnebí | Kchun-ming (1971–2000) – podnebí | Kchun-ming (1971–2000) – podnebí | Kchun-ming (1971–2000) – podnebí | Kchun-ming (1971–2000) – podnebí | Kchun-ming (1971–2000) – podnebí | Kchun-ming (1971–2000) – podnebí | Kchun-ming (1971–2000) – podnebí | Kchun-ming (1971–2000) – podnebí | Kchun-ming (1971–2000) – podnebí | Kchun-ming (1971–2000) – podnebí |
| Období                                               | leden                            | únor                             | březen                           | duben                            | květen                           | červen                           | červenec                         | srpen                            | září                             | říjen                            | listopad                         | prosinec                         | rok                              |
| ---------------------------------------------------- | -------------------------------- | -------------------------------- | -------------------------------- | -------------------------------- | -------------------------------- | -------------------------------- | -------------------------------- | -------------------------------- | -------------------------------- | -------------------------------- | -------------------------------- | -------------------------------- | -------------------------------- |
| Nejvyšší teplota [°C]                                | 15,4                             | 17,2                             | 20,7                             | 23,8                             | 24,4                             | 24,1                             | 24,0                             | 24,1                             | 22,7                             | 20,5                             | 17,5                             | 15,1                             | 20,8                             |
| Nejnižší teplota [°C]                                | 2,3                              | 3,6                              | 6,4                              | 10,1                             | 14,3                             | 16,7                             | 16,9                             | 16,2                             | 14,6                             | 11,9                             | 7,3                              | 3,1                              | 10,3                             |
| Průměrné srážky [mm]                                 | 15,8                             | 15,8                             | 19,6                             | 23,5                             | 97,4                             | 180,9                            | 202,2                            | 204,0                            | 119,2                            | 79,1                             | 42,4                             | 11,3                             | 1 011,2                          |
| Dní se srážkami                                      | 4,4                              | 4,6                              | 5,5                              | 6,8                              | 12,2                             | 17,4                             | 20,3                             | 19,3                             | 15,8                             | 13,0                             | 7,3                              | 3,8                              | 130,4                            |
| Relativní vlhkost [%]                                | 68                               | 63                               | 58                               | 59                               | 68                               | 78                               | 83                               | 82                               | 81                               | 79                               | 77                               | 73                               | 72,4                             |
| Zdroj: China Meteorological Organisation, 2009-03-17 |                                  |                                  |                                  |                                  |                                  |                                  |                                  |                                  |                                  |                                  |                                  |                                  |                                  |

## Turismus
Kchun-ming se stal v posledních letech jedním z turisticky nejatraktivnějších měst v Číně. Jen v roce 2008 ho navštívilo 16 milionů domácích a zahraničních turistů. Kchun-ming je dopravním centrem provincie Jün-nan, proto sem zavítají turisté směřující do Ta-li nebo Li-ťiang. Kchun-ming leží v seismicky aktivní zóně, poslední otřesy byly zaznamenány v roce 2009.

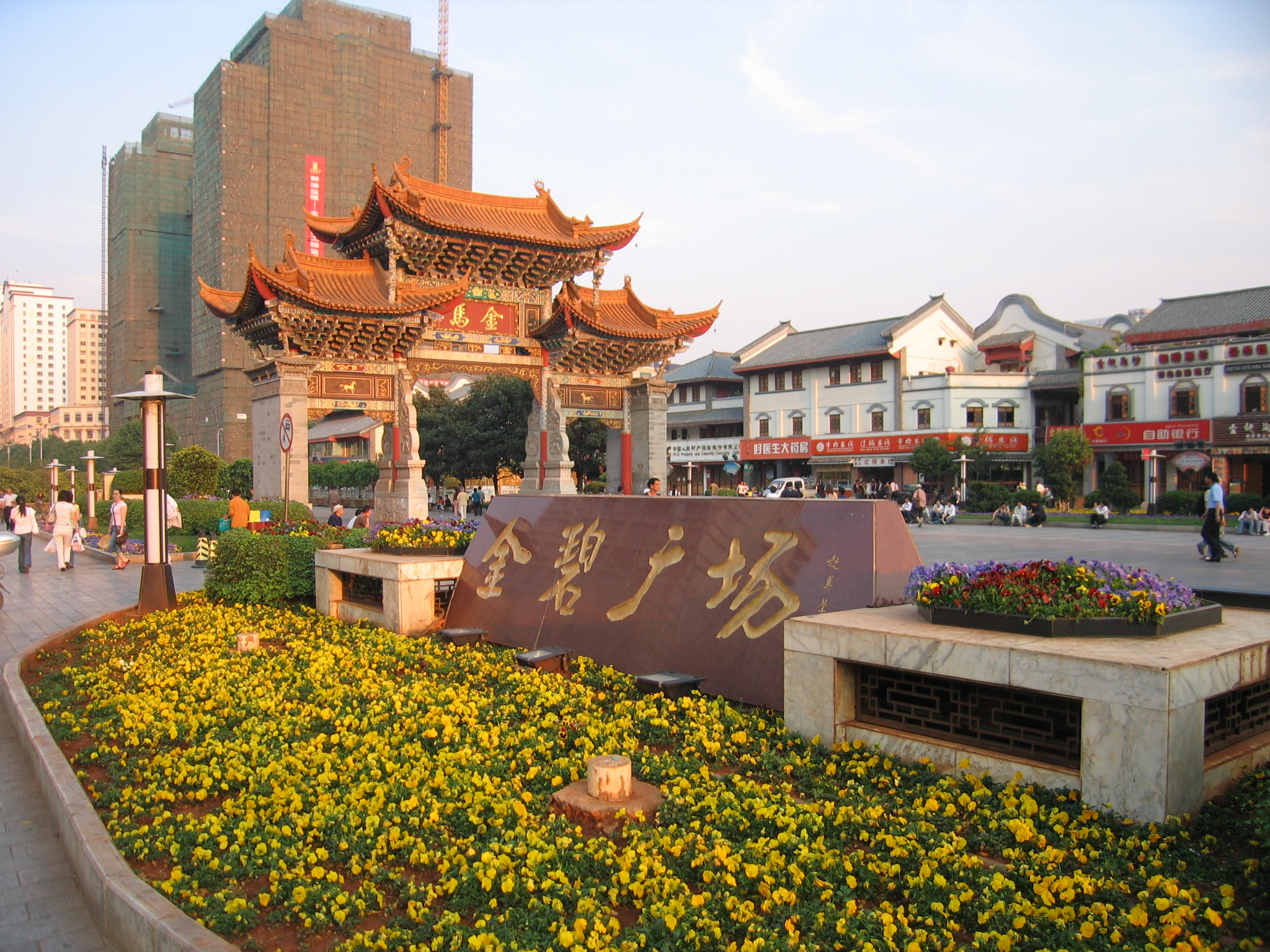
Bulvár Jinbi.

### Muzea
Ve městě se nachází muzeum provincie Jün-nan a také městské muzeum. Od roku 1995 má Kchun-ming také etnologické muzeum a v roce 2006 bylo nově otevřeno zoologické muzeum.

### Chej-lung-tchan
Chej-lung-tchan (黑龙潭) neboli jezero Černého draka leží na severu, poměrně daleko od centra města. Park je poměrně velký, s jezírkem obklopeným buddhistickými sochami a oltáři. Park samotný se skládá z mnoha zahrad a je z něho překrásný výhled na město.
Jüan-tchung S’ je největší buddhistický komplex ve městě. Byl původně postaven před 1200 lety, v období dynastie Tchang. Komplex se skládá z několika menších chrámů, pavilonů a zahrady, poblíž je také vegetariánská restaurace Jüan-tchung Ťie.

### Botanická zahrada
Botanická zahrada (植物园) bývá často zaměňována s zahradnickou zahradou Expo, která se nachází asi 200 metrů odtud.

## Doprava

### Místní doprava
Veřejné autobusy a taxi jsou dvěma hlavními dopravními prostředky ve městě (metro ve městě zatím není, ale staví se). Ve městě existuje téměř 200 autobusových linek, jízdné činí obvykle 1 jüan v autobusech bez klimatizace a 2 jüany v klimatizovaných autobusech. Taxíků je ve městě mnoho, úřední cena je 8 jüanů na první 3 km, 1,6 jüanu za každý další kilometr. Pro cizince jsou ceny ovšem často záležitostí smlouvání. Jako v celé Číně je ve městě běžným dopravním prostředkem kolo, které je možné zapůjčit na hlavním vlakovém nádraží nebo v mnoha hotelích.

### Letecká doprava

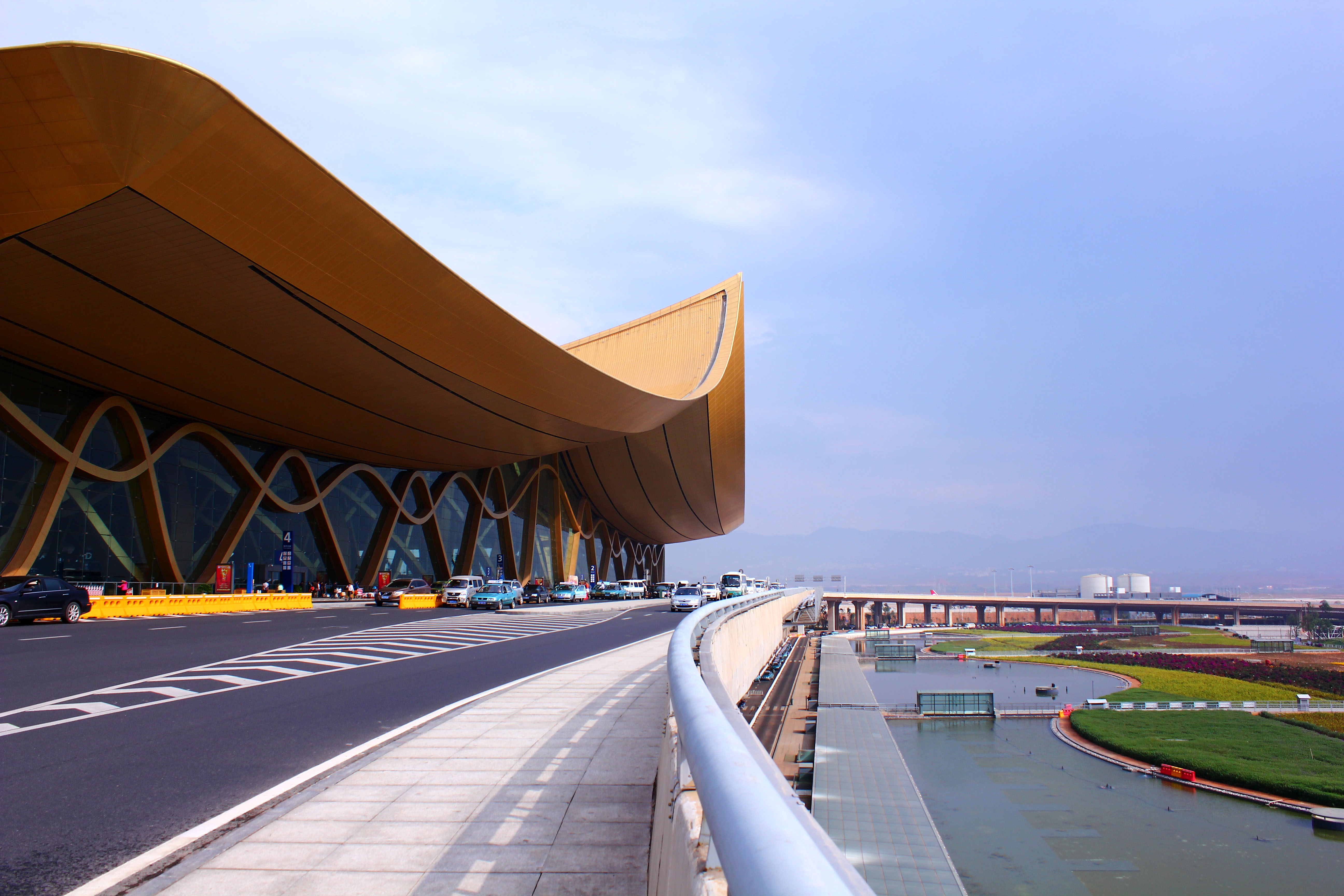
Mezinárodní letiště Kchun-ming Čchang-šuej

Mezinárodní letiště Kchun-ming Čchang-šuej dokončené v roce 2012 leží v městském obvodě Guandu přibližně pětadvacet kilometrů severovýchodně od centra města. S jeho otevřením bylo uzavřeno staré mezinárodní letiště Kchun-ming Wu-ťia-pa, které leželo 4–5 km jihovýchodně od centra města. Kchun-ming má letecké spojení do mnoha čínských měst, stejně jako do jihovýchodní Asie. Dopravu na letiště zajišťuje speciální letištní autobus (¥5), případně městské autobusové linky 52, 67 a 78. Často využívaným dopravní prostředkem je taxi (¥15, cca 20 minut).

### Železnice
Několik železničních tratí spojuje Kchun-ming s Thajskem, Vietnamem a Laosem, které Jün-nanu zajišťují přístup k mořským přístavům v jihovýchodní Asii. Lokální železniční síť je naproti tomu omezená - jedna vede k vietnamské hranici, druhá do Sia-kuan (Ta-li) a od roku 2010 je prodloužená až do Li-ťiangu (historické město zapsané v UNESCO).
V Kchun-mingu jsou dvě železniční stanice:
- Hlavní nádraží je v jižní části čtvrti Si Lu. Oproti Severnímu nádraží zde staví většina vlaků z/do ostatních čínských provincií. Jízdenky se prodávají až s desetidenním předstihem.

Některé spoje: Peking (denně; 48 hodin); Čcheng-tu (3 denně; 18-21 hodin); Čchung-čching (2 denně; 23 hodin); Kanton (2 denně; 45 hodin); Kuej-lin (2 denně; 30 hodin); Kui-jang (5 denně; 12 hodin); Hanoj (denně; 28 hodin); Che-kchou (1 denně; 16 hodin); Kchai-jüan (2 denně; 8 hodin); Nan-ning (denně; 20 hodin); Pchan-č'-chua (3 denně; 6 hodin); Si-čchang (3 denně; 12 hodin); Šanghaj (2 denně; 60 hodin); Sia-kuan (denně; 8 hodin).
- Severní nádraží (dosažitelné autobusem č. 23) obsluhuje především spoje do Vietnamu. Dvakrát týdně odsud odjíždí přímý vlak do Hanoje, cca 32 hodin.

## Správní členění
Městská prefektura Kchun-ming se člení na čtrnáct celků okresní úrovně, a sice sedm městských obvodů, jeden městský okres, tři okresy a tři autonomní okresy.
| jezero · Tien Wu-chua Pchan-lung Kuan-tu Si-šan Tung-čchuan Čcheng-kung Ťin-ning městský okres · An-ning okres · Fu-min okres · I-liang okres · Sung-ming autonomní okres · Š’-lin autonomní okres · Lu-čchüan autonomní okres · Sün-tien |                    |                       |             |                                         |
| Název | Název              | Počet obyvatel (2020) | Rozloha km² | Hustota zalidnění (obyv. na km²) (2020) |
| český přepis | znaky              | Počet obyvatel (2020) | Rozloha km² | Hustota zalidnění (obyv. na km²) (2020) |
| Městské obvody |                    |                       |             |                                         |
| Čcheng-kung | 呈贡区             | 649 501               | 499         | 1 301                                   |
| Kuan-tu | 官渡区             | 1 602 279             | 637         | 2 515                                   |
| Pchan-lung | 盘龙区             | 987 955               | 845         | 1 169                                   |
| Si-šan | 西山区             | 960 746               | 886         | 1 084                                   |
| Tung-čchuan | 东川区             | 260 744               | 1 865       | 140                                     |
| Ťin-ning | 晋宁区             | 346 268               | 1 3367      | 259                                     |
| Wu-chua | 五华区             | 878 2001 143 085      | 407         | 2 809                                   |
| Městský okres |                    |                       |             |                                         |
| An-ning | 安宁市             | 483 753               | 1 300       | 372                                     |
| Okresy |                    |                       |             |                                         |
| Fu-min | 富民县             | 149 506               | 994         | 150                                     |
| I-liang | 宜良县             | 384 875               | 1 912       | 201                                     |
| Sung-ming | 嵩明县             | 410 929               | 827         | 497                                     |
| Autonomní okresy |                    |                       |             |                                         |
| Lu-čchüan (iský a miaoský) | 禄劝彝族苗族自治县 | 378 881               | 4 228       | 90                                      |
| Sün-tien (chuejský a iský) | 寻甸回族彝族自治县 | 460 739               | 3 597       | 128                                     |
| Š’-lin (iský) | 石林彝族自治县     | 240 827               | 1 682       | 143                                     |
| |                    |                       |             |                                         |
| Celkem | Celkem             | 8 460 088             | 21 017      | 403                                     |

## Partnerská města
- Cochabamba, Bolívie (15. září 1997)
- Curych, Švýcarsko (17. února 1982)
- Čattagrám, Bangladéš (18. srpna 2005)
- Čiang Mai, Thajsko (7. června 1999)
- Denver, USA (14. března 1985)
- Fujisawa, Japonsko (5. listopadu 1981)
- Chefchaouen, Maroko
- Jyväskylä, Finsko (18. září 2008)
- Kalkata, Indie (říjen 2013)
- Kučing, Malajsie (prosinec 2012)
- Mandalaj, Barma (10. května 2001)
- Nairobi, Keňa
- New Plymouth, Nový Zéland (11. srpna 2003)
- Phnompenh, Kambodža (26. června 2008)
- Pokhara, Nepál (prosinec 2010)
- Rangún, Barma (10. října 2008)
- Wagga Wagga, Austrálie (20. srpna 1988)
- Olomouc, Česko (září 2015)